# Advanced Marine Tech

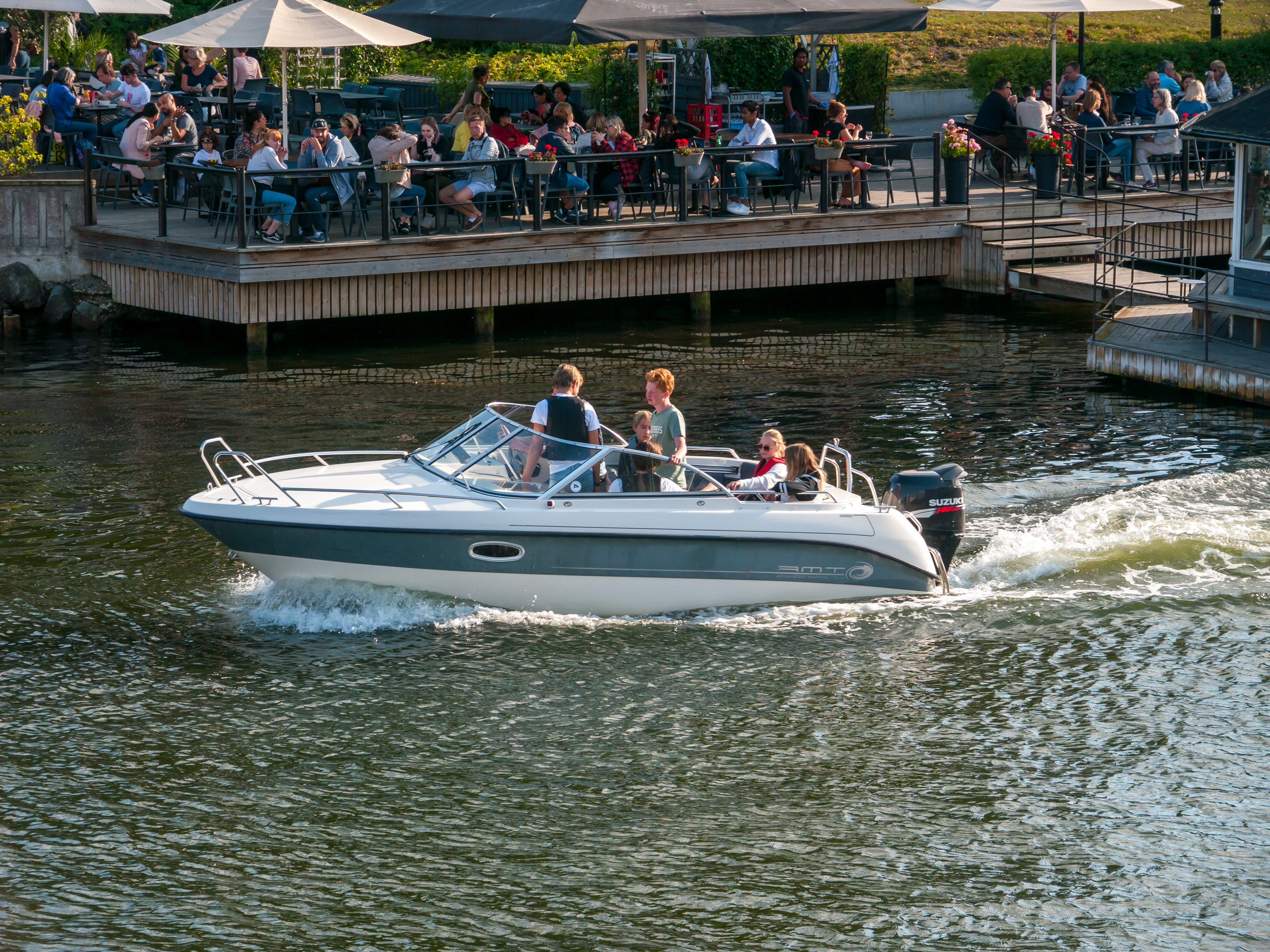

Advanced Marine Tech, AMT-Veneet Oy, är en finländsk motorbåtstillverkare i Kontiolax i Norra Karelen, som gör båtar från fyra till sju meters längd. Efter att tidigare ha bedrivit legotillverkning, bland annat åt Yamarin, började företaget 2006 sälja en serie båtar under eget namn.